# PubChem
PubChem — база даних хімічних молекул. Мова: англійська.
PubChem утримується національним центром біотехнологічної інформації США (National Center for Biotechnology Information, NCBI) і є складовою частиною національної медичної бібліотеки США та відділенням національного Інституту Здоров'я США (National Institutes of Health, NIH).
В Українській Вікіпедії використовуються прямі посилання на PubChem у статтях, що описують лікарські засоби у Шаблоні: Лікарський засіб.